# 610
610 (DCX) je bilo navadno leto, ki se je po julijanskem koledarju začelo na četrtek.

## Dogodki
- 1. januar

## Rojstva
- Grimoald I.  Beneventski, kralj Langobardov († 671)

## Smrti
- 5. oktober - Fokas, bizantinski cesar  (* 547)